# Limnophila hoffmanniana
Limnophila hoffmanniana är en tvåvingeart som beskrevs av Alexander 1938. Limnophila hoffmanniana ingår i släktet Limnophila och familjen småharkrankar. Inga underarter finns listade i Catalogue of Life.